# Alphabet Inc.
Alphabet Inc. este un holding de conglomerat de tehnologie multinațional american cu sediul în Mountain View, California. Alphabet este a treia cea mai mare companie de tehnologie ca mărime după venituri și este una dintre cele mai valoroase companii. A fost creată printr-o restructurare a Google pe 2 octombrie 2015, și a devenit compania părinte a Google și mai multe foste subsidiare ale Google. Este considerată una dintre companiile americane de tehnologie a informației Big Five alături de Amazon, Apple, Meta și Microsoft.
Înființarea Alphabet Inc. a fost determinată de dorința de a face afacarea de bază a Google "mai curată și mai responsabilă", permițând în același timp o autonomie mai mare companiilor din grup care operează în alte afaceri decât serviciile de internet. Fondatorii Larry Page și Sergey Brin și-au anunțat demisia din funcțiile lor executive în decembrie 2019, cu rolul de director general urmând să fie ocupat de Sundar Pichai, de asemenea director general al Google. Page ș Brin rămân angajați, membri ai consiliului de administrație și acționari de control ai Alphabet Inc.

## Istorie
Pe 10 august 2015, Google Inc. a anunțat că intenționează să creeze o companie publică de tip holding, Alphabet Inc., CEO-ul Google, Larry Page, a făcut acest anunț într-o postare pe blogul de pe blogul oficial al Google. Alphabet va fi creat pentru a restructura Google, mutând filialele de la Google la Alphabet, restrângând domeniul de aplicare al Google. Compania ar fi alcătuită din Google, precum și din alte afaceri, inclusiv X Development, Calico, Nest, Fibre, CapitalG și GV. Sundar Pichai, șef de produse, a devenit noul CEO al Google, în locul lui Larry Page, care a trecut la rolul conducerii Alphabet, împreună cu cofondatorul Google Sergey Brin.
În anunțul său, Page a descris compania de capital planificată astfel: 
Alphabet este în mare parte o colecție de companii. Cea mai mare dintre ele, desigur, este Google. Acest nou Google este un pic mai mic, cu companiile care sunt destul de departe de principalele noastre produse de internet conținute în Alphabet în schimb. [...] În fond, credem că acest lucru ne permite o scară de gestionare mai mare, deoarece putem rula lucruri independent, care nu sunt foarte legate.
Page spune că motivația din spatele reorganizării este de a face Google „mai curat și mai responsabil”. El a mai spus că dorește să îmbunătățească „transparența și supravegherea a ceea ce facem” și să permită un control mai mare al companiilor fără legătură.
Înainte de a deveni o filială a Alphabet, Google Inc. a fost structurat pentru prima dată ca proprietar al Alphabet. Rolurile au fost inversate după ce a fost creată o filială pentru deținătorii de locații pentru proprietatea Alphabet, moment în care filiala recent formată a fost contopită cu Google. Stocul Google a fost apoi transformat în stocul Alphabet. Conform legii Delaware, o reorganizare a societăților de acțiuni, cum ar fi aceasta, se poate face fără votul acționarilor, așa cum a fost această reorganizare.  Procesul de restructurare a fost finalizat pe 2 octombrie 2015 . Alphabet păstrează istoricul prețurilor pe acțiuni Google Inc. și continuă să tranzacționeze sub fostele simboluri „GOOG” și „GOOGL” ale Google Inc. ambele clase de acțiuni sunt componente ale indicilor majori ai pieței bursiere, precum S&P 500 și NASDAQ-100.